# Igor Draksler
Igor Draksler, slovenski politik, župan in gradbeni inženir, * 18. februar 1960.

## Življenjepis
Igor Draksler je po poklicu univerzitetni diplomirani inženir gradbeništva; svoj študij je zaključil na Gradbeni fakulteti v Ljubljani in se zaposlil v gradbenem podjetju v Škofji Loki. Poleg rednega dela je vodil tudi Odbor za stanovanjsko gospodarstvo in Odbor Sklada stavbnih zemljišč.
Leta 1994 je bil kot član Slovenskih krščanskih demokratov  prvič izvoljen za župana občine Škofja Loka. Ponovno je bil izvoljen v letih 1998, 2002 in 2006. Na lokalnih volitvah leta 2010 ga je nasledil Miha Ješe.
Pri svojem delu je skrbel za razvoj občine na vseh področjih.
Na državnozborskih volitvah leta 2011 je kandidiral na listi SLS.

## Osebno življenje
S svojo družino živi na Trati pri Škofji Loki. Je član Muzejskega in Čebelarskega društva Škofja Loka ter Orientacijskega kluba Škofja Loka, v prostem času se ukvarja predvsem s svojim vrtom in psičko Nero.